# 龙田乡 (洪江市)
龙田乡，是中华人民共和国湖南省怀化市洪江市下辖的一个乡镇级行政单位。

## 行政区划
龙田乡下辖以下地区：
金花村、东风村、胜利村、长碛村、龙田村、婆田村、高阳村、雪腊溪村、洪溪村、大垅田村、涝溪村、助溪村、松林村和城西村。